# Wiktor Michałowski
Wiktor Michałowski (1895–1967) – oficer Wojska Polskiego, który pracował w okresie międzywojennym w niemieckiej sekcji BS-4 (zajmującej się łamaniem szyfrów niemieckich) Polskiego Biura Szyfrów. Podobno brał udział jako porucznik w pierwszych, nieudanych polskich próbach złamania niemieckiego szyfru Enigmy wraz z ówczesnym por. Maksymilianem Ciężkim i Antonim Palluthem.
Od 1936 roku kapitan Michałowski był kontaktem wywiadowczym ws. Enigmy mjr. Jana Leśniaka ze Sztabu Generalnego.
Po inwazji Niemiec na Polskę we wrześniu 1939, Michałowski przedostał się do Francji, gdzie wszedł w skład Polskiej Drużyny Z ośrodka wywiadowczego PC Bruno, który zajmował się łamaniem szyfrów, w tym Enigmy. Po kapitulacji Francji w czerwcu 1940 r. służył na stacji wywiadowczej pseud. „Cadix ”) w pobliżu Uzès w południowej „wolnej strefie” Francji Vichy.
Po zajęciu Francji Vichy przez Niemcy w listopadzie 1942, major Michałowski uciekł do Wielkiej Brytanii.
Zmarł 6 stycznia 1967.